# 筑北村立坂北小学校
筑北村立坂北小学校（ちくほくそんりつ さかきたしょうがっこう）は長野県東筑摩郡筑北村にあった公立小学校。筑北村立本城小学校との統合のため2014年度限りで閉校し、2015年度より旧坂北小の校地に筑北村立筑北小学校が開校した。

## 概要
通学は筑北村坂北地区（旧坂北村）全域であり、山間部に住んでいるなどで、村営バスを利用して通学してくる生徒も一部いる。進学先は筑北村立聖南中学校である。
2009年現在の児童数は約80名。かつて車椅子の児童が在学したため校舎内にはエレベーターが設置されている。
筑北村教育委員会から2010年12月6日、村内にある本校と本城小学校と坂井小学校を2012年4月までに1つに統合する案が示された。
2014年11月13日、閉校記念式典挙行。稲葉美和子・塚田弘子を招いての記念演奏会が開かれた。
2015年3月10日、卒業式・閉校式挙行。村長への校旗返納、筑北村教育委員長からの閉校宣言により、坂北小141年の歴史に幕を下ろした。
旧坂北小は新しく筑北小学校となり、2015年4月7日に開校式が挙行された。

## 校歌
- 作詞:斎藤史
- 作曲:小山清茂